# Daubreelita
|  | No s'ha de confondre amb la daubreeïta, un mineral de la classe dels halurs.. |

La daubreelita és un mineral de la classe dels sulfurs que pertany al grup de la linneïta. Va ser anomenada en honor de Gabriel Auguste Daubrée (1814-1896), mineralogista i geòleg que va treballar àmpliament amb meteorits. Va ser guardonat amb la Medalla Wollaston l'any 1880.

## Característiques
La daubreelita és un sulfur de crom i ferro de fórmula química FeCr₂S₄. Cristal·litza en el sistema isomètric. La seva duresa a l'escala de Mohs és de 4,5 a 5.
Segons la classificació de Nickel-Strunz, la daubreelita pertany a «02.D - Sulfurs metàl·lics, amb proporció M:S = 3:4» juntament amb els següents minerals: bornhardtita, carrol·lita, cuproiridsita, cuprorhodsita, fletcherita, florensovita, greigita, indita, kalininita, linneïta, malanita, polidimita, siegenita, trüstedtita, tyrrel·lita, violarita, xingzhongita, ferrorhodsita, cadmoindita, cuprokalininita, rodostannita, toyohaïta, brezinaïta, heideïta, inaglyita, konderita i kingstonita.

## Formació i jaciments
La daubreelita es troba en petites quantitats en molts meteorits. Va ser descoberta al meteorit Coahuila, trobat a Bolsom de Mapimí (Coahuila, Mèxic). Ha estat descrit arreu del món i també a la Lluna.